# Брусово (Иркутская область)
Брусово — упразднённый посёлок в Тайшетском районе Иркутской области России. Являлся административным центром и единственным населённым пунктом Брусовского муниципального образования. Упразднён в 2019 г.

## География
Находится примерно в 145 км к северу от районного центра.

## История
В ноябре 2017 года посёлок упразднён Законодательным собранием Иркутской области в связи с отсутствием «перспектив социально-экономического развития»

## Население
| 2002 | 2010 | 2011 | 2012 | 2013 | 2015 | 2016 |
| ---- | ---- | ---- | ---- | ---- | ---- | ---- |
| 445  | ↘0   | →0   | →0   | →0   | →0   | →0   |
| 2017 |      |      |      |      |      |      |
| →0   |      |      |      |      |      |      |